# 랑세스 아레나
랑세스 아레나(독일어: Lanxess Arena)는 독일 쾰른의 실내 경기장이다. 과거에는 쾰르나레나(독일어: Kölnarena)라는 명칭으로 불렸으며, 2008년 독일의 기업 랑세스가 메인 스폰서로 참여한 이후 경기장의 명칭을 로드 랑세스 아레나로 바꾸었다.

## NBA경기
| 날짜             | 팀1                     | 스코어    | 팀2         |
| ---------------- | ----------------------- | --------- | ----------- |
| 2006년 10월 10일 | 필라델피아 세븐티식서스 | 103 - 100 | 피닉스 선스 |